# Onthophagus aureopilosus
Onthophagus aureopilosus är en skalbaggsart som beskrevs av Antoine Boucomont 1914. Onthophagus aureopilosus ingår i släktet Onthophagus och familjen bladhorningar. Inga underarter finns listade i Catalogue of Life.